# Панченко, Пётр Петрович
Пётр Петрович Панченко (29 июня 1922, село Попово, Полтавская губерния, УССР — 24 июня 1997, Полтава, Украина) — советский лётчик, Заслуженный военный лётчик СССР, полковник, кавалер шести орденов Красной Звезды.

## Биография
Родился 29 июня 1922 года в селе Попово, ныне в Новосанжарском районе Полтавской области, Украина.
В 1939 году окончил 8 классов школы, и начал свою трудовую деятельность слесарем-механиком на шахте.
В мае 1941 года Чугуевским РВК призван в РККА.
В ноябре 1942 года окончил 9-ю Чугуевскую военную авиационную школу лётчиков, эвакуированную в город Чимкент (Казахстан), и был назначен лётчиком переменного состава 2-й запасной авиабригады. В действующей армии с июня 1943 года — лётчик, старший лётчик и командир звена 181-го, с августа 1944 года — 180-го гвардейского истребительного авиационного полка. Воевал на Северо-Кавказском, Воронежском, 1-м и 4-м Украинских фронтах. Участвовал в воздушном сражении на Кубани, Курской битве, Белгородско-Харьковской, Киевской, Житомирско-Бердичевской, Корсунь-Шевченковской, Проскуровско-Черновицкой, Львовско-Сандомирской, Западно-Карпатской, Моравско-Остравской и Пражской операциях. Всего за время войны совершил 271 боевой вылет на истребителе Ла-5, в восьми воздушных боях лично сбил 3 самолёта противника.
После войны до марта 1948 года продолжал службу командиром звена 180-го гвардейского истребительного авиаполка (аэродром Черляны, Прикарпатский военный округ), летал на Ла-7.
В декабре 1948 года окончил Липецкие высшие офицерские лётно-тактические курсы ВВС.
С 1949 года — заместитель командира и командир авиаэскадрильи 192-го истребительного авиаполка (аэродром Станислав, ныне Ивано-Франковск, Прикарпатский военный округ).
С 1953 года — лётчик-инспектор по технике пилотирования и теории полёта 279-й истребительной авиадивизии (город Мукачево Закарпатской области), летал на Ла-7 и МиГ-15.
С 1954 года служит в 192-м истребительном авиаполку: помощником командира полка по огневой и тактической подготовке, заместителем командира полка по лётной подготовке и командиром полка, летал на МиГ-15, МиГ-17 и МиГ-21ПФМ.
В августе «1965 года полковнику Панченко одному из первых в стране, было присвоено почётное звание Заслуженный военный лётчик СССР».
В августе 1966 года — назначен командиром 85-го гвардейского истребительного авиаполка (аэродром Мерзебург, Группа советских войск в Германии), летал на МиГ-21ПФ.
С июля 1967 года полковник Панченко — в запасе.
Жил в городе Полтаве (Украина).
Умер 24 июня 1997 года.

## Награды
- орден Ленина (14.05.1956)
- четыре ордена Красного Знамени (22.01.1944, 17.01.1945, 20.09.1947, 22.02.1955)
- два ордена Отечественной войны 1-й степени (12.05.1945, 11.03.1985[3])
- шесть орденов Красной Звезды (18.08.1943, 16.05.1947, 29.04.1954, 18.12.1956, 30.12.1956[4], 22.02.1964)
- медали, в том числе:
  - «За боевые заслуги» (1951)[4]
  - «За оборону Кавказа»
  - «За победу над Германией в Великой Отечественной войне 1941—1945 гг.»
  - «Ветеран Вооружённых Сил СССР»
  - «За безупречную службу» 1-й степени

Почётные звания
- Заслуженный военный лётчик СССР (19.08.1965)[5]